# ضريح السيد صبور
ضريح السيد صبور (بالفارسية: آرامگاه سید صبور) هو ضريح تاريخي يعود إلى القاجاريون، ويقع في دزفول.